# Óbudai Egyetem
Az Óbudai Egyetem (rövidítve: ÓE, latinul: Universitas Budensis) állami felsőoktatási intézmény Budapesten és Székesfehérváron, emellett kihelyezett képzéseket is folytat Nyírbátorban és Salgótarjánban. Az Óbudai Egyetem műszaki, gazdaságtudományi és informatikai képzéseket kínál.
Elődje a 2000-ben három főiskola (Bánki Donát Műszaki Főiskola, Kandó Kálmán Műszaki Főiskola, Könnyűipari Műszaki Főiskola) egyesítésével létrejött Budapesti Műszaki Főiskola volt. A három főiskola egyesítése mellett további két új főiskolai kart is létrehoztak. Ekkor alakult meg a Neumann János Informatikai Kar, illetve a Keleti Károly Gazdasági Kar. Az intézmény 2010-ben vált egyetemmé, ekkor vette fel az Óbudai Egyetem elnevezést. Az intézmény nem jogutódja a Zsigmond király által alapított Óbudai Egyetemnek, de elnevezésével annak hagyományait kívánja követni.

## Története

### Előzményei
Budán az 1370-es évek végétől Nagy Lajos király nagyszabású palotaépítkezésekbe kezdett, amelyet Zsigmond még nagyobb léptékben kibővített, majd 1408-ban végleg Budára költöztette udvarát. Az ország központjában megalapította az első fővárosi egyetemet. Az uralkodó kérésére IX. Bonifác pápa 1395. október 6-án kiadta az óbudai egyetem első alapítólevelét. A pápa teljes, négy fakultásból álló egyetem létesítésére adott engedélyt. Vezetője Órévi Lukács (budai prépost, majd csanádi püspök) lett. Az új egyetemen az összes – teológiai, kánonjogi, orvosi, valamint szabad művészetek – fakultáson megindult a tanítás. Szoros kapcsolatban állt az új intézmény a bécsi egyetemmel, "ars"-fakultásán bécsi magiszterek is tanítottak, viszont óbudai bakkalaureusokról is tudunk, akik a bécsi egyetemen adtak elő.
1402-ben Budán a városigazgatás demokratizálását célzó társadalmi mozgalom bontakozott ki. A fővárosi felkelésbe az egyetem vezetői is belekeveredhettek, s Zsigmond 1403-ban feltehetőleg bezáratta az egyetemet, amelyet hét év múlva indított újra. XXIII. János ellenpápa 1410. augusztus 1-jén írta alá bulláját az óbudai egyetem újraalapításáról. A négy klasszikus fakultású egyetem megkapta mindazon kiváltságokat, amelyeket a nagy európai egyetemek élveztek. A kor kiemelkedő jelentőségű eseményén, a nyugati egyházszakadást megszüntető (1414 és 1418 között ülésező) konstanzi zsinaton a rangos egyetemek képviselői is megjelentek, és – Ulrich Richental korabeli krónikája szerint – köztük az óbudai egyetem hét tanárával képviseltette magát.

## Karok és intézetek

### Alba Regia Kar(AMK)
Ez a kar Székesfehérváron működik. Két intézmény egyesülésével jött létre 2014-ben: az egyetem korábbi Alba Regia Egyetemi Központjából (AREK) és a Nyugat-magyarországi Egyetem Geoinformatikai Karából. Előbbi a Mérnöki Intézet nevet kapta a karon belül, utóbbi a Geoinformatikai Intézet nevet.
A Mérnöki Intézet alapképzési szakokon mérnök informatikus, villamosmérnök, műszaki menedzser és gépészmérnök szakos hallgatókat képez, mesterképzés keretein belül mechatronikai mérnök képzés van a NIK, KVK, KGK és BGK által elfogadott tantervek szerint. Ezen felül műszaki informatika mérnökasszisztens felsőfokú szakképzés és számítógép hálózati szakmérnök képzés is található Székesfehérváron.
A Geoinformatikai Intézet a földmérés, térképészet, geoinformatika területén képez alapképzésben (BSc) mérnököket (a jogelődöket is számítva) immár több mint fél évszázada.
A karon erőteljes a duális képzések jelenléte.
Alapszakok:
- földmérő és földrendező mérnöki
- gépészmérnöki
- mérnökinformatikus
- műszaki menedzser
- villamosmérnöki

Felsőoktatási szakképzés:
- mérnökinformatikus [hálózati informatika]

Mesterszak:
- mechatronikai mérnöki

### Bánki Donát Gépész és Biztonságtechnikai Mérnöki Kar(BGK)
Az iskolát 1879-ben Budapesti Állami Közép-Ipartanodaként alapították meg. A kiegyezést követő ipari és gazdasági fellendülés igényelte a középszintű szakembergárda nevelését, művezetők képzését, és időszerűvé vált az iparosok továbbképzése. E kettős célt szolgálta a Trefort Ágoston vallás- és közoktatási miniszter által létesített Budapesti Állami Közép-Ipartanoda, mely 1898-tól Magyar Királyi Állami Felső-ipariskolaként működött.
A Felsőipariskola, a Technológia – ahogy nemzetközileg is ismertté vált – a magas színvonalú elméleti és gyakorlati képzést végezte. A Hauszman Alajos által tervezett, a Pesti Napló Krónikása szerint „a magyar iparügy palotá”-jának nevezett épületben a korszak legkiválóbb tanárai adták át tudásukat a fiataloknak (közöttük is kiemelkedett Petrik Lajos, Jalsoviczky Géza, Edvi Illés Aladár, Faragó Ödön, Lencz Ödön, Arany Dániel személye). Az iskola első igazgatója Hegedűs Károly volt. A tanítványok közül világhírre tett szert Galamb József, a FORD T autómodell egyik tervezője.
Az iskola az 1900-as párizsi világkiállításon „Grand Prix” díjat nyert, és az 1906-os Milánói világkiállítás megrendezésében és a kiállítási tárgyak elkészítésében is sikereket könyvelhetett el.
A századforduló utáni években – talán éppen az elért eredmények hatására – rohamosan növekedett a jelentkezők és a felvételt nyert és a végzett tanulók száma.
1914 és 1916 között a háborús események miatt az intézet gépészeti műhelyei lövedékeket készítettek a hadsereg számára.
Az 1929-es nagy gazdasági világválság az iskolára is nagymértékben kihatott. Óriási anyagi gondok között, adományok segítségével folyt az oktatás tovább. A lassan megindulni látszó fejlődést félbeszakította az újabb háború.
A II. világháborút követő oktatási reformok eredményeképpen az iskola gépipari középiskolaként végzett oktató-nevelő tevékenységet. Az iskola az alapításának 75. évfordulóján az intézmény ünnepélyes keretek között vette fel a XX. század egyik legkiemelkedőbb hazai gépészmérnöke, a József Műegyetem nemzetközi hírű professzora, Bánki Donát nevét.
Az 1969-es főiskolai rangot adományozó törvényerejű rendelet értelmében a főiskola feladata: a gépipari gyártás műszaki előkészítésének, a gyártási folyamatok tervezésének, az egyszerűbb gyártóeszközök tervezésének és gyártásának, a gyártó-szerelő üzemek és gépi berendezései üzemeltetésének irányítására alkalmas műszaki szakemberek képzése.
Az intézmény 1991-től – a képzési profil szélesítésével – a nevét Bánki Donát Műszaki Főiskolává módosította, s a kor igényeihez igazodó szakok indításával, a tantervek folyamatos korszerűsítésével biztosítja, hogy a mérnökök széles szakmai tájékozottsággal, korszerű ismeretekkel rendelkezzenek.
Az Országgyűlés a felsőoktatási intézményhálózat átalakításáról hozott 1999. évi LII. törvényének megfelelően a Bánki Donát Műszaki Főiskola, a Kandó Kálmán Műszaki Főiskola és a Könnyűipari Műszaki Főiskola integrációjával 2000. január 1-jével megalakult a Budapesti Műszaki Főiskola.
A Bánki a Budapesti Műszaki Főiskola Gépészmérnöki Főiskolai Karaként hét éven keresztül képezte a tanulni vágyó fiatalokat. A feladatok és a képzési rendszer változását követve 2007. január 1-jével a kar neve Bánki Donát Gépész és Biztonságtechnikai Mérnöki Kar lett.
A MAB 2009-ben akkreditálta a Budapesti Műszaki Főiskola Alkalmazott Informatikai Doktori Iskoláját, ezzel a főiskola teljesítette az egyetemmé válás utolsó feltételét is, így az Országgyűlés határozata alapján 2010. január 1-jétől Óbudai Egyetem néven dolgozik tovább.
Alapszakok:
- biztonságtechnikai mérnöki
- gépészmérnöki
- mechatronikai mérnöki (magyar nyelven)
- mechatronikai mérnöki (angol nyelven)

Mesterszakok:
- biztonságtechnikai mérnöki
- gépészmérnöki
- mechatronikai mérnöki (magyar nyelven)
- mechatronikai mérnöki (angol nyelven)

### Kandó Kálmán Villamosmérnöki Kar(KVK)
A karon villamosmérnököket és villamosmérnök szakos mérnöktanárokat képeznek nappali, esti, levelező és távoktatásos formában BSc alap-, és MSc mesterképzésként magyar és angol nyelven három helyszínen, Budapesten belül Óbudán és Józsefvárosban, valamint Székesfehérváron, utóbbi helyen az Alba Regia Műszaki kar (AMK) berkein belül.
Alapszakok:
- szakoktató
- villamosmérnöki (Kaposvár)
- villamosmérnöki (magyar nyelven) (Budapest)
- villamosmérnöki (angol nyelven) (Budapest)

Mesterszakok:
- tanári [2 félév [mérnöktanár]]
- tanári [4 félév [mérnöktanár]]
- villamosmérnöki

A leendő villamosmérnökök több szakirány (intézet) közül választhatnak:

#### Józsefváros (Tavaszmező utca)
- Műszertechnikai és Automatizálás Intézet (MAI, "Műszer"),
- Híradástechnikai Intézet (HTI, "Híradó", "Hipi"),
- Mikroelektronikai és Technológia Intézet (MTI, "Alkatrész"),

#### Óbuda (Bécsi út)
- Automatika Intézet (AUT),
- Villamosenergetikai Intézet (VEI).

Minden egyes szakirányon belül további modulok (specializációk) közül lehet választani a képzés előrehaladtával. Célszerű már a felvételinél eldönteni, hogy később (harmadik félév végén) melyik szakirányra szeretnénk jelentkezni, mivel eleve ennek függvényében célszerű választani képzési helyet is (melyet a képzés kezdete előtt egyénileg, szabadon el lehet dönteni).

### Keleti Károly Gazdasági Kar (KGK)
A karon gazdálkodási és menedzsment, kereskedelem és marketing, műszaki menedzser (Budapest és Székesfehérvár) és 2018-tól gazdaságinformatikus képzés folyik, valamint felsőfokú szakképzésként tanulni lehet gazdálkodási menedzserasszisztens szakon. A gazdasági profilú főiskolai karok közül elsőként indított mesterképzést Magyarországon 2008 őszétől.
Alapszakok:
- gazdálkodási és menedzsment
- gazdaságinformatikus
- kereskedelem és marketing (magyar nyelven)
- kereskedelem és marketing (angol nyelven)
- műszaki menedzser (magyar nyelven)
- műszaki menedzser (angol nyelven)

Felsőoktatási szakképzések:
- gazdálkodási és menedzsment
- gazdaságinformatikus
- kereskedelem és marketing [marketingkommunikáció]

Mesterszakok:
- vállalkozásfejlesztés (magyar nyelven)
- vállalkozásfejlesztés (angol nyelven)

### Neumann János Informatikai Kar (NIK)
A kar az európai felsőoktatási térben versenyképes, a hazai informatikai képzés kínálatában kiemelkedő színvonalú Mérnökinformatikus alapképzést (Budapest és Székesfehérvár) (BSc), mesterképzést (MSc) és doktori képzést (PhD) kíván nyújtani tehetséges hazai és külföldi hallgatóinak. Olyan képzést, mely folyamatosan közvetíti a tudomány és technika legújabb eredményeit, és egyúttal figyelembe veszi a piaci igényeket is. Felsőfokú szakképzés a műszaki informatikai mérnökasszisztens.
Alapszakok:
- mérnökinformatikus (magyar nyelven) (Budapest)
- mérnökinformatikus (angol nyelven) (Budapest)
- mérnökinformatikus (Nyírbátor)
- mérnökinformatikus (Salgótarján)
- üzemmérnök-informatikus

Mesterszakok:
- adattudomány
- alkalmazott matematikus (magyar nyelven)
- alkalmazott matematikus (angol nyelven)
- gazdaságinformatikus (angol nyelven)
- kiberbiztonsági mérnöki
- kórháztechnikai és orvostechnikai mérnöki
- mérnökinformatikus (magyar nyelven)
- mérnökinformatikus (angol nyelven)

### Rejtő Sándor Könnyűipari és Környezetmérnöki Kar (RKK)
A kar 120 munkatársa közel 2000 nappali, levelező és távoktatásos hallgató oktatását látja el az ipari termék- és formatervező mérnöki, könnyűipari mérnöki és a környezetmérnöki szakokon.[forrás?] Felsőfokú szakképzés a könnyűipari mérnökasszisztens. A kar az egyetem óbudai telephelyén található.
Alapszakok:
- ipari termék- és formatervező mérnöki (magyar nyelven)
- ipari termék- és formatervező mérnöki (angol nyelven)
- könnyűipari mérnöki
- környezetmérnöki (magyar nyelven)
- környezetmérnöki (angol nyelven)

Felsőoktatási szakképzés:
- műszaki

Mesterszakok:
- ipari terméktervező mérnöki

### Ybl Miklós Építéstudományi Kar(YBL)
A kar 2020. augusztus 1.-től tartozik az Óbudai Egyetemhez.
A karon közel 70 oktató, évi 1100 főt oktat. A kar jelenleg 2 intézettel, 8 tanszékkel és saját könyvtárral rendelkezik. Helyileg Budapesten, a XIV. kerületi Thököly út 74. szám alatt található meg.
A kar korábban a Szent István Egyetem (SZIE) részeként működött, 2020. augusztus 1-jétől azonban az Óbudai Egyetem (ÓE) része.
Alapszakok:
- építészmérnöki
- építőmérnöki

Mesterszakok:
- építész (magyar nyelven)
- építész (angol nyelven)

## Diákélet
Nagy hagyománya van a Kandó Kálmán Villamosmérnöki Karon a tavaszonként megrendezett Kandós Ifjúsági Napok (KIN) Kupának, amelynek gyökerei a Kandó Kálmán Műszaki Főiskola idejére nyúlnak vissza. Az egyes intézetek diákok és tanárok együttes részvételével folyó versenye ez, ahol a győztes intézete hírnevét öregbítendő egy évig birtokolhatja a vándorkupát, egyúttal elnyeri a következő KIN Kupa rendezési jogát. A KIN Kupát az a csapat nyeri, melynek pontszáma a legközelebb van a győztes csapat pontszámának feléhez. A KIN Kuka nagy előnye az általános serlegeknél nagyobb űrmérete, a díjakat ugyanis borral töltve adják át. A KIN Kupa egyik fő nevezetessége a "Sárga Szöcske". A csapatok hangos ovációval fogadják, majd felszállnak rá és ugrásra sarkallják. Így mennek egy megállót, majd leszállva folytatódik a vetélkedő.
Az egyetem lapja a 9000 példányban megjelenő μszaki.

## Híres hallgatók
- Balogh Károly – a Hercules motorgyár elnöke és a Ford T-modell konstruktőre
- Benes Anita – tervező és a Daalarna  alapítója
- Boros Lajos – rádiós műsorvezető, író, újságíró és énekes
- Ferjáncz Attila – magyar raliversenyző, magyar bajnok és sportvezető
- Galamb József – a Ford T-modell megalkotója
- Galambos Péter – evező
- Gedővári Imre –  olimpiai aranyérmes magyar kardvívó és sportvezető
- Gelléri Andor Endre – író és novellista
- Köböl Anita – televíziós műsorvezető
- Lázár György – politikus
- Márki-Zay Péter – politikus, marketingszakember, közgazdász, villamosmérnök és történész
- Nagy Konrád – rövid- és nagypályás gyorskorcsolyázó
- Sebestyén Júlia – Európa bajnok műkorcsolyázó

## Az egyetem épületei
- AB épület – Óbudai telephely, B épület, a Nagyszombat utcában található (Árpád Gimnázium mellett).
- BA épület ‐ Óbudai telephely, A épület, a Neumann János Informatikai Kar székhelye és a dékáni hivatal is itt található. A Bécsi úton helyezkedik el.
- BC épület ‐ Óbudai telephely, C épület, a Kandó Kálmán Villamosmérnöki kar óbudai székhelye. A Bécsi úton helyezkedik el.
- D épület ‐ Óbudai telephely, D épület, a Rejtő Sándor Könnyűipari- és környezetmérnöki kar székhelye. A Doberdó utcában található.
- N épület ‐ Józsefvárosi telephely, N épület, a Bánki Donát Gépészmérnöki kar székhelye. A Népszínház utcában található.
- S épület – Székesfehérvári telephely.
- TA épület – Józsefvárosi telephely, Főépület. A Tavaszmező utcában található.
- TB épület – Józsefvárosi telephely, Tavaszmező u. B épület.
- TC épület – Józsefvárosi telephely, Tavaszmező u. C épület ‐ Udvari téglaépület.
- TG épület – Józsefvárosi telephely, G épület. A Keleti Károly Gazdasági kar székhelye. A Tavaszmező utcában található.
- Ybl épület – Zuglói telephely. Az Ybl Miklós Építéstudományi Kar székhelye. A Thököly úton található.

## Az Egyetem Könyvtára
Az egyetemnek nyilvános felsőoktatási könyvtára van, amely a tudományos rektorhelyettes felügyelete alatt áll. A könyvtár székhelyének címe: 1084 Budapest, Tavaszmező u. 17.
A könyvtár az Egyetemen belül önálló szervezeti egység. Az Egyetem földrajzi széttagoltsága miatt a Könyvtár telephelyi és tagkönyvtárakból áll és az egységes működés érdekében könyvtárhálózatot alkot.

### Tagkönyvtárai
- Tavaszmező utcai Könyvtár
- Doberdó úti Könyvtár Könnyűipari Szakolvasó
- Doberdó úti Könyvtár Elektrotechnikai és Informatikai Szakolvasó
- Népszínház utcai Könyvtár
- Székesfehérvári Könyvtár
- Thököly úti könyvtár

```
A tagkönyvtárakról további információk: 
Online elérés
 a Bécsi úti tagkönyvtár nem szerepel a listán
```

## Az egyetem kollégiumai

### Budapest
- Kandó Kálmán Kollégium (KKK) – 1034. Budapest, Bécsi út 104-108.
- Bánki Donát Kollégium (Podma) – 1065 Budapest, Podmaniczky u. 8.
- Hotel@BMF Diákotthon (Kukac) – 1084 Budapest, Tavaszmező u. 7-13.
- Óbudai Diákhotel (ODH, Kuni) – 1037. Budapest, Nagymihály utca 1-9. (Bejárat a Kunigunda utca felől.) – bérleményi kollégium
- Kiss Árpád Kollégium (KÁK) – 1034. Budapest, Doberdó út 6/A. (felújítás alatt)
- Ybl Kollégium és Műhely – 1085 Budapest, Mária u. 7. (felújítás alatt)

### Székesfehérvár
- GEO Kollégium – 8000 Székesfehérvár, Hosszúsétatér 8.

### Megszűnt kollégiumok
- Terminus Hotel Kollégium (Termó) – 1138. Budapest, Csavargyár utca 1-3. (bérleményi kollégium volt, a tulajdonos elbontatta az épületet)
- Lébényi Pál Kollégium – 8000. Székesfehérvár, Gyümölcs utca 10. (kollégiumi mivolta megszűnt)
- ELTE Nagytétényi úti Kollégiuma – 1222. Budapest, Nagytétényi út 162-164. (bérleményi helyek voltak)

## Rangsor
|     | 2022      | 2023      | 2024      | 2025      |
| --- | --------- | --------- | --------- | --------- |
| THE | 1001–1200 | 1001–1200 | 1001–1200 | 601-800   |
| QS  |           | 1201-1400 | 1201-1400 | 1201-1400 |